# Лужанський парк
Лужа́нський парк — парк-пам'ятка садово-паркового мистецтва місцевого значення в Україні. Об'єкт природно-заповідного фонду Чернівецької області. 
Розташований у межах Кіцманського району Чернівецької області, в смт Лужани (територія Лужанської дільничної лікарні). 
Площа 2,3 га. Статус надано 1984 року. Перебуває у віданні Лужанської селищної ради. 
Статус надано для збереження парку, закладеного в XIX ст. Зростають місцеві деревні види, а також екзоти: сосна Веймутова, спірея середня, сумах сутовий, ялина голуба, каштан голий, платан кленолистий (3 екз), софора японська (5 екз.), каркас західний (1 екз.). Є алея з катальп різних видів та різновидностей. 